# Вацлав Сјерпињски
Вацлав Франћишек Сјерпињски (пољ. Wacław Franciszek Sierpiński; Polish: [ˈvat͡swaf fraɲˈt̠͡ɕiʂɛk ɕɛrˈpʲiɲskʲi] ( listen); 14. март, 1882 –  21. октобар, 1969) је био пољски математичар. Он је познат за изузетан допринос за теорију скупа ( истраживање о аксиомима избора и хипотези континуума), теорији бројева, теорији функција и топологији. Издао је преко 700 радова и 50 књига.
Три позната фрактала су названа по њему ( Троугао Сјерпињског, Тепих Сјерпињског и Крива Сјерпињског) као и Бројеви Сјерпињског повезани са Проблемом Сјерпињског.

## Едукација
Сјерпињски је био уписан на Одељење за математику и физику на Универзитету у Варшави у 1899. и дипломирао четири године касније. 1903. док је још био на Универзитету у Варшави, Одељење за математику и физику нудили су му награду за најбољи есеј од студента на Вороној доприноса теорије бројева. Сјерпињски добија златну медаљу за његов есеј, чиме полаже темеље за свој први велики математички допринос. Не желећи да његов рад буде  објављен на руском, он је задржан до 1907. године, када је објављен у Самуел Дикстајн математичком часопису "Prace Matematyczno-Fizyczne '(Пољски:' Рад математике и физике ').
Након дипломирања 1904. године, Сјерпињски ради као учитељ математике и физике у Варшави. Међутим, када је школа затворена због штрајка, Сјерпињски одлучује да оде у Краков да настави докторат. На Јагелонском универзитету у Кракову је похађао предавања Станислава Зарембе на математици. Такође је студирао астрономију и филозофију. Он је докторирао и био постављен на Универзитету у Лавову 1908. године.

## Прилози математике
Године 1907. Сјерпињски први пут постаје заинтересован за теорију скупова, када је дошао преко теореме у којој се наводи да би тачке у равни се могле одредити са једном координатом. Он је писао Тадеузу Банашевицу (тада у Гетингену), питајући га како је такав резултат био могућ. Добио је одговор са једном речју "Кантор '. Сјерпињски је почео да студира теорију скупова  и, 1909. године, дао је први икада предавани курс потпуно посвећен овој теми.
Сјерпињски одржава невероватну снагу од истраживачких радова и књига. Током година 1908 до 1914, када је предавао на Универзитету у Лавову, он је објавио три књиге поред многих истраживачких радова. Ове књиге су биле Теорија ирационалних бројева (1910), Иза линије теорије скупова (1912), и Теорија бројева (1912).
Када је светски рат почео 1914. године, Сјерпињски и његова породица су били у Русији. Да би избегли прогон који је био заједнички за пољске странце, Сјерпињски проводи остатак ратних година у Москви радећи са Николајем Лузин. Заједно су почели студију аналитичких скупова. 1916. Сјерпињски даје први пример апсолутно нормалног броја.
Када се светски рат завршио 1918. године, Сјерпињски се вратио у Лавов. Међутим убрзо након што је поново именован у Лавову му је понуђен рад на Универзитету у Варшави, који је прихватио. 1919. је унапређен у професора. Остатак свог живота провео је у Варшави.
Токоп Пољско-Совјетског рата (1919-1921), Сјерпињски је помагао у слому руске шифре за Пољски Штаб криптологичке агенције.
1920. Сјерпињски, заједно са Зигмунтом Јанизевским и његов бивши студент Стефан Мазуркиевиц, основали су утицајан математички часопис Фундаментална Математика. Сјерпињски је уређивао часопис, који је специјализован у новинама о теорији скупова.
Током овог периода, Сјерпињски је радио углавном на теорији скупова, али и на скуп тачке топологије и функција реалне променљиве. У теорији скупова је направио доприносе на аксиомима избора и на континуум хипотезама. Он је доказао да Зермело-Фраенкел теорија скупова  заједно са генерализованим континуум хипотезама значи аксиом избора. Он је такође радио на ономе што је сада познато као Сјерпињска крива. Сјерпињски наставља да сарађује са Лузином на истраживањима аналитичких и проективних скупова. Његов рад на функцијама реалних променљивих укључује у резултате на функционалним серијама, Диференцијабилност функција и класификацију Баипову.
Сјерпињски је пензионисан 1960. године као професор на Универзитету у Варшави, али је наставио све до 1967. да би  дао семинар о теорији бројева на Пољској академији науке. Он је такође наставио рад као уредник уредника Акта Аритметика, и као члан управног одбора  Rendiconti del Circolo Matematico di Palermo, Composito Matematica, и Zentralblatt für Mathematik.
Сјерпињски је сахрањен на гробљу Повазки у Варшави, Пољска.

## Примљени хонорари
Почасни степени: Лавов (1929), Национални универзитет Сан Марко (1930), Амстердам (1931), Tarta (1931), Софија (1939), Праг (1947), Вроцлав (1947), Лукноу (1949), и Москва (1967).
За високу повезаност са развојем математике у Пољској, Сјерпињски је почаствован избором за пољску Академију учења 1921. године и исте године је постављен за декана Факултета на Универзитету у Варшави. Године 1928. постао је потпредседник Варшавског Научног друштва, а исте године изабран је за председника Пољског математичког друштва.
Изабран је за Географско друштво Лима (1931), Краљевска Научно друштво Лијеж (1934), Бугарску академију науке (1936), Националну академију Лима (1939), Краљевско друштво наука Напуља (1939 ), Академија Линца у Риму (1947), Немачка академија наука (1950), САД Национална академија наука (1959),  Париска академија (1960), холандска краљевска академија (1961), Академија Наука Брисела (1961), Лондонско математичко друштво (1964), Румунска академија (1965) и папска академија наука (1967).
1949 Сјерпињском је била додељена Пољска Научна Награда, први степен.

## Публикације
Сјерпињски је аутор 724 радова и 50 књига (од којих две, Увод у општу топологију (1934) и Општа топологија (1952) су преведене на енглески уз помоћ канадског математичара Цецилиа Криегера).
- Sierpiński, W. (1964). Elementary theory of numbers. Monografie Matematyczne. 42. ISBN 978-0-444-86662-2. Архивирано из оригинала 9. 5. 2013. г. Приступљено 23. 11. 2015.